# NGC 5186
NGC 5186 é uma galáxia espiral (S) localizada na direcção da constelação de Virgo. Possui uma declinação de +12° 10' 31" e uma ascensão recta de 13 horas, 30 minutos e 03,9 segundos.